# Hear My Voice
Hear My Voice ist ein Song, der von Daniel Pemberton und Celeste für den Film The Trial of the Chicago 7 von Aaron Sorkin geschrieben und am 8. Oktober 2020 veröffentlicht wurde.

## Entstehung

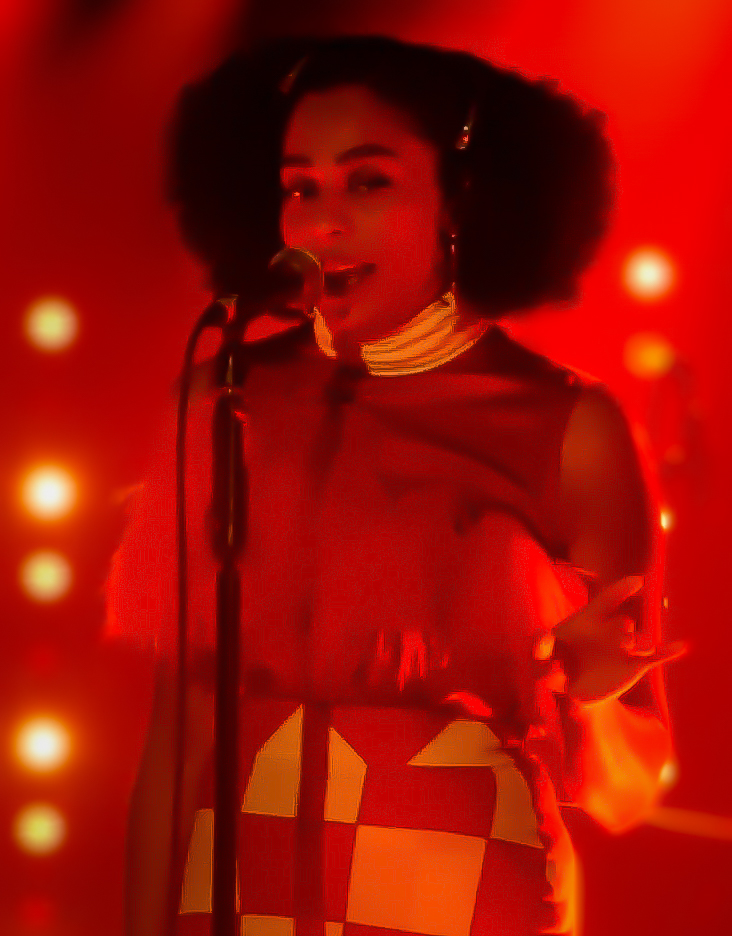
Die britische Singer-Songwriterin Celeste

Hear My Voice wurde von dem Filmkomponisten Daniel Pemberton und der britischen Singer-Songwriterin Celeste gemeinsam für The Trial of the Chicago 7 geschrieben, ein Gerichtsthriller von Aaron Sorkin. Der Song, von Celeste gesungen, ist während des Abspanns des Films zu hören.
Pemberton erklärte zur Zusammenarbeit mit Sorkin, eine der ersten Sachen über die der Regisseur mit ihm gesprochen hatte, sei seine Vorstellung von einem Lied für das Ende des Films gewesen. Dieses sollte ein Gefühl der Hoffnung geben und eine Möglichkeit bieten, Licht jenseits der Dunkelheit zu sehen. Pemberton selbst hatte etwas schreiben wollen, das die Ideale des Protests einfängt und dass jeder Mensch eine Stimme für und einen Traum von der Welt hat und dass diese Stimmen es verdienen, gehört zu werden. So sei Hear My Voice entstanden. Daher heißt es im Refrain des Liedes: „Hear my voice, hear my dreams, Let us make a world in which in we believe, In which we believe.“

## Veröffentlichung und Musikvideo
Hear My Voice wurde am 8. Oktober 2020 von Polydor Records als Download veröffentlicht. Zudem ist der Song als vorletztes Stück auf dem Soundtrack-Album enthalten. Zeitgleich wurde ein Video zu Hear My Voice veröffentlicht.

## Auszeichnungen
Hollywood Music in Media Awards 2021
- Nominierung als Bester Song (Daniel Pemberton und Celeste)[3]

Golden Globe Awards 2021
- Nominierung als Bester Filmsong[4]

Oscarverleihung 2021
- Nominierung als Bester Song (Daniel Pemberton und Celeste Waite)

Satellite Awards 2020
- Nominierung als Bester Filmsong[5]

World Soundtrack Awards 2021
- Nominierung als Best Original Song (Daniel Pemberton und Celeste Waite)[6]